# T-50 (tank)
T-50 byl lehký tank používaný pěchotou. Vyráběl se v SSSR v průběhu druhé světové války od července 1941 do února 1942 a měl nahradit tanky T-26. Jeho konstrukce se vyznačovala pokročilými rysy, ale zároveň byla složitá a nákladná, proto bylo vyrobeno pouze 69 kusů a přešlo se na výrobu jednoduššího T-70. 

## Historie
Tank T-50 byl vyvinut z prototypu T-127 (Objekt 127, vylepšená verze tanku T-126 SP). Jeho konkurent byl prototyp Objekt 211, který však nebyl vybrán k výrobě. Vzhledově podobná přední část trupu byla později použita u těžkého tanku IS-4, zatímco trup tanku KV-13, později tanků IS-1 a IS-2, se podobal tomu u Objektu 211. Dochovaly se pouze dva exempláře na celém světě, jeden je ve Finském vojenském muzeu v městečku Parola a druhý společně s prototypem T-127 v ruském tankovém muzeu v Kubince.